# Uriello

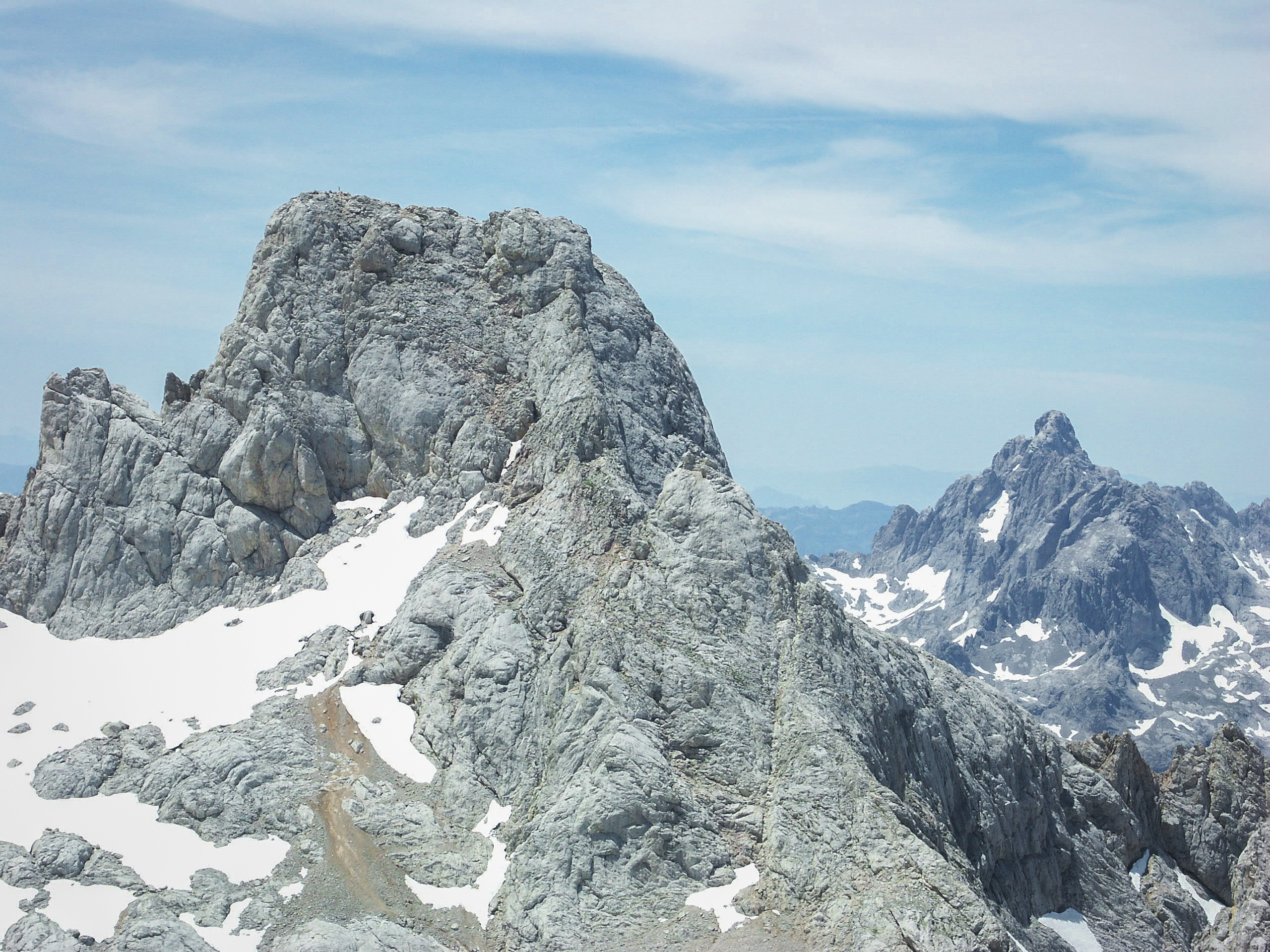
Torre de Cerredo

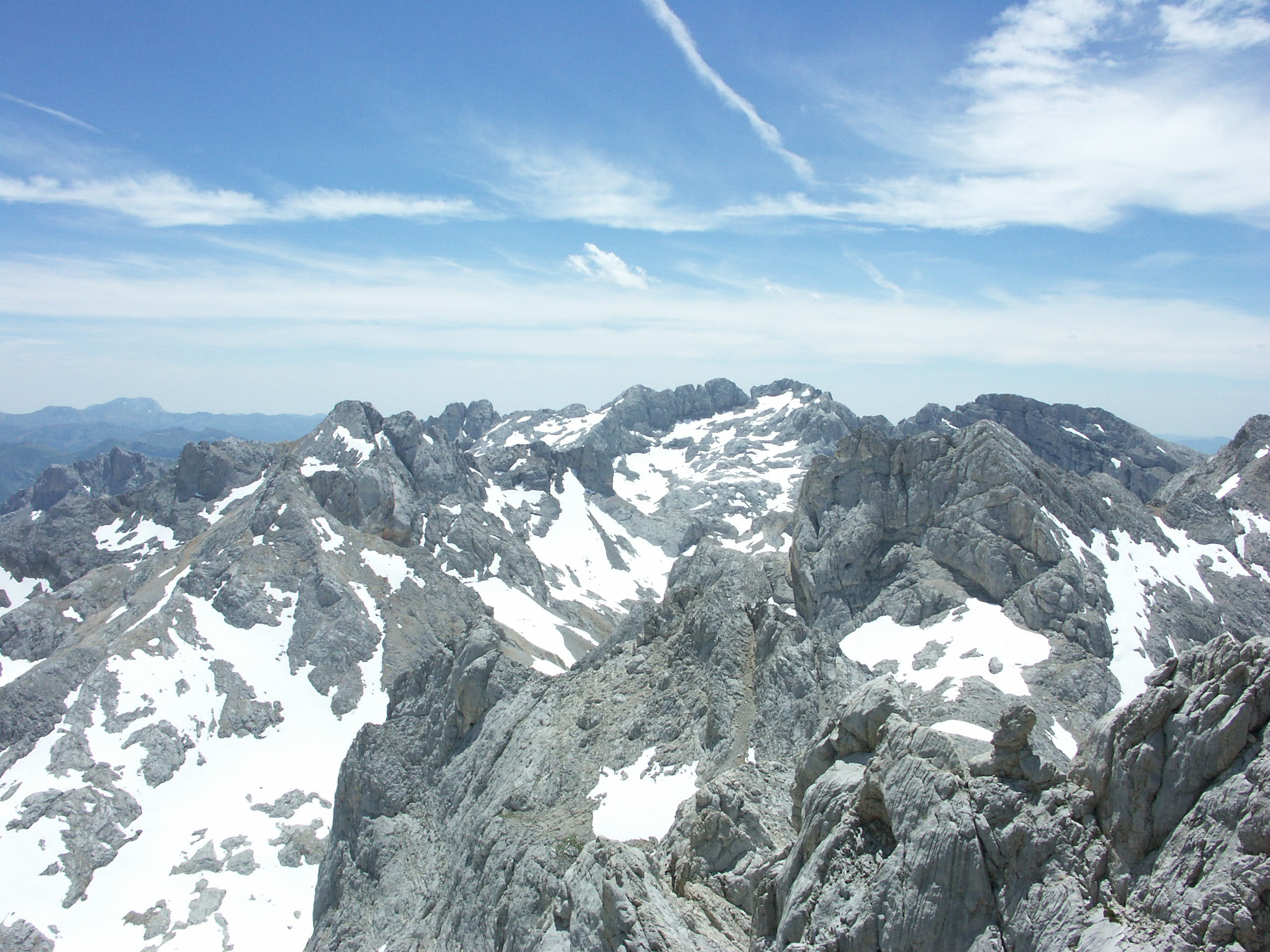
Torre del Llambrión

Macizo de los Urrieles (pol. Masyw Uriello) to pasmo szczytów w Górach Kantabryjskich w północnej Hiszpanii. Jest to pasmo dość wysokie, aż 38 szczytów ma wysokość ponad 2500 m. Znajduje się tutaj najwyższy szczyt Gór Kantabryjskich Torre de Cerredo. Masyw ten dzieli się na kilka grup:
- Grupa Peña Maín, najwyższy szczyt Cabeza la Mesa – 1605 m,
- Grupa Pico Urriello (Naranjo), najwyższy szczyt Torre del Tiro Navarro I – 2602 m,
- Grupa Torre Cerredo, najwyższy szczyt Torre de Cerredo – 2648 m,
- Grupa Peña Vieja, najwyższy szczyt Peña Vieja – 2617 m,
- Grupa Llambrión, najwyższy szczyt Torre del Llambrión – 2642 m,
- Grupa Peñas Cifuentes, najwyższy szczyt Hoyo de Liordes – 2474 m.

Najwyższe szczyty:
| - Torre de Cerredo – 2648 m, - Torre del Llambrión – 2642 m, - Torre del Tiro Tirso – 2641 m, - Torre sin Nombre – 2638 m, - Torre Casiano de Prado – 2622 m, - Torre Llastria – 2621 m, - Peña Vieja – 2617 m, - Torre Blanca – 2619 m, - Torre de la Palanca – 2614 m, - Torre de Peñalara – 2607 m, - Torre Bermeja – 2606 m, - Torre del Hoyo Grande – 2602 m, - Torre del Tiro Navarro I – 2602 m, - Pico de Santa Ana I – 2601 m. |